# Hisashi Yoshizawa
Hisashi Yoshizawa (jap. 吉沢 悠, Yoshizawa Hisashi; * 30. August 1978 in Tokio), auch bekannt unter dem Namen Yū Yoshizawa (吉沢 悠, Yoshizawa Yū), ist ein japanischer Schauspieler. Er ist bei der Agentur Ten Carat unter Vertrag.

## Persönliches
Yoshizawa machte seinen Schulabschluss an der privaten Kinjo-Oberschule in Tokio.
1997 startete er unter dem Namen Yū Yoshizawa seine Karriere im Showbusiness, als er an der Yume Karaoke Audition teilnahm und im Semi Grand Prix einen Preis erhielt. Danach kam er bei Watanabe Entertainment unter Vertrag, doch als er im April 2005 aus der Agentur austrat, kam seine Karriere zunächst zum Stillstand. Erst als er im Juni 2006 zur Agentur Ten Carat wechselte nahm er seine Tätigkeiten im Showgeschäft wieder auf. Ab diesem Zeitpunkt arbeitete er unter seinem richtigen Namen, Hisashi Yoshizawa.
Sein Debüt hatte er 1998 mit dem TV-Drama Ao no jidai, seine erste Hauptrolle erhielt er 2003 im Drama Dōbutsu no o-isha-san. Sein Film-Debüt folgte 2000 in Kurosufaia, die erste Film-Hauptrolle sicherte er sich 2003 in Hoshi ni negai o. Neben TV-Dramen und Filmen drehte er Werbespots und spielte in mehreren Theaterstücken mit, zudem war er drei Mal in Musikvideos der J-Pop-Sängerin Misako Sakazume zu sehen.

## Filmographie

### Fernseh-Dramen
- 1998: Ao no jidai (als Masashi Kimura)
- 1999: Mamachari deka (als Keiji Sakuragi)
- 1999: Semidaburu (als Jōji Kazama)
- 1999: to Heart ~koishte shinitai~ (als Ryōsuke Sawaki)
- 1999: Chiipu rabu (als Ryō Kagatani)
- 2000: Basu stoppu (als Fumiya Kotani)
- 2000: Sōhōkō bōken katsudeki torejā! (als Kenta Wakabayashi)
- 2001: Joshiana (als Tomoya Kuramoto)
- 2001: Shiroi kage (als  Jiro Tōda)
- 2001: Shin hoshi no kinka (als Makoto Iwase)
- 2001: Saotome taifūn (als Arashi Wakutsu)
- 2001: Saigo no kazoku (als Hideki Uchiyama)
- 2002: Koi suru toppu redi (als Yusuke Kazama)
- 2002: Puriti gāru (als Tarō Kobuke)
- 2002: Koi-seyo otome (als Takashi Hagiwara)
- 2002: Tō-san no natsu-matsuri (als Toshiya)
- 2002: Arujānon ni hanataba o (als Haruhiko Takaoka)
- 2002: Mama no idenshi (als Kōsuke Fujiki)
- 2003: Dōbutsu no o-issha-san (als Masaki Nishine)
- 2003: Hakoiri musume (als Tetsurō Takamura)
- 2003: VICTORY! ~futtobāruzu no seishun~ (als Tokio Hanayama)
- 2004: Ēsu o nerae! (als Takayuki Tōdō)
- 2004: Honto ni atta kowai hanashi (als Hideaki)
- 2004: Santa ga furita kassōro (als Satoshi Takamiya)
- 2005: Doyō waido gekijō „Keishichō sōsa ikka kyōkōhan nana kakari“ (als Jōtarō Tsubaki)
- 2005: Renai naika (als Seitarō Sakaki)
- 2006: Diron ~ kurisumasu no yakusoku (als Kai Takeuchi)
- 2006: Ōoku supesharu ~mou hitotsu no monogatari~ (als Nobuyoshi)
- 2007: Yamada Tarō monogatari (als Makoto Nagahara)
- 2007: Hataraki man (als Shinji Yamashiro)
- 2008: 4 Shimai tantei-dan (als Yasusuki Kunitomo)
- 2008: Arigatou, okan (als Hiroaki Komazawa)
- 2008: Buraddi mandei (als Gorō Kirishima)
- 2009: Sumairu (als Yōtarō Sagami)
- 2009: Kaze ni mai agaru biniiru shiito (als Shinji Terashima)
- 2009: JIN -jin- (als Tanosuke Sawamura)
- 2010: Buraddi mandei shiizun 2 (als Gorō Kirishima)
- 2010: GM ~odore dokuta (als Jun Ushiroda)
- 2011: JIN -jin- (als Tanosuke Sawamura)
- 2011: Nankyoku tairiku (als Shinkichi Yokomine)

### Filme
- 2000: Kurosufaia (als Kōichi Kido)
- 2003: Hoshi ni negai o (als Shōgo Amami)
- 2004: Believer (als Eiji Tanaka)
- 2005: The Call 2 (als Naoto Sakurai)
- 2007: Yūnagi no machi (als Yutaka Uchikoshi)
- 2007: Tōbō kuso tawake (als Nagoyan)
- 2010: Teida kankan – Umi to sango to chiisa-na kiseki (als Tamotsu Sakai)
- 2010: Kokō no mesu (als Ryūzō Aoki)
- 2010: Morisaki shoten no hibi (als Angestellter im Morisaki Buchladen)
- 2012: Michi – Hakuji no hito (als Takumi Asakawa)
- 2015: I Am a Hero
- (noch kein Erscheinungsdatum): Tomato no Shizuku (als Makoto Tsubakiyama)
- (noch kein Erscheinungsdatum): Tabibito no uta (als Kimura)

### Theaterstücke
- 2002: Rabu retāzu
- 2007: Hanbun Tōkyō
- 2008: Bokumatsu junjōden
- 2011: Ōdyubon no inori